# Phanodermella longicaudata
Phanodermella longicaudata är en rundmaskart som beskrevs av Hans August Kreis 1928. Phanodermella longicaudata ingår i släktet Phanodermella och familjen Phanodermatidae. Inga underarter finns listade i Catalogue of Life.